# 110 meter häck för herrar i friidrott vid olympiska sommarspelen 1992
110 meter häck för herrar vid olympiska sommarspelen 1992 i Barcelona avgjordes 2-3 augusti. 

## Medaljörer
| Gren           | Guld                | Guld  | Silver          | Silver | Brons             | Brons |
| 110 meter häck | Mark McKoy · Kanada | 13,12 | Tony Dees · USA | 13,24  | Jack Pierce · USA | 13,26 |

## Resultat
- Q innebär avancemang utifrån placering i heatet.
- q innebär avancemang utifrån total placering.
- DNS innebär att personen inte startade.
- DNF innebär att personen inte fullföljde.
- DQ innebär diskvalificering.
- NR innebär nationellt rekord.
- OR innebär olympiskt rekord.
- WR innebär världsrekord.
- WJR innebär världsrekord för juniorer
- AR innebär världsdelsrekord (area record)
- PB innebär personligt rekord.
- SB innebär säsongsbästa.
- w innebär medvind > 2,0 m/s

### Final
- Held on August 3, 1992

| Placering | Final                     | Tid   |
| --------- | ------------------------- | ----- |
|           | Mark McKoy (CAN)          | 13,12 |
|           | Tony Dees (USA)           | 13,24 |
|           | Jack Pierce (USA)         | 13,26 |
| 4.        | Tony Jarrett (GBR)        | 13,26 |
| 5.        | Florian Schwarthoff (GER) | 13,29 |
| 6.        | Emilio Valle (CUB)        | 13,41 |
| 7.        | Colin Jackson (GBR)       | 13,46 |
| 8.        | Hugh Teape (GBR)          | 14,00 |

### Semifinaler
| Placering | Heat 1                    | Tid   |
| --------- | ------------------------- | ----- |
| 1.        | Jack Pierce (USA)         | 13,21 |
| 2.        | Florian Schwarthoff (GER) | 13.23 |
| 3.        | Tony Jarrett (GBR)        | 13.29 |
| 4.        | Hugh Teape (GBR)          | 13.60 |
| 5.        | Sergej Usov (EUN)         | 13.67 |
| 6.        | Igors Kazanovs (LAT)      | 13.77 |
| 7.        | Dietmar Koszewski (GER)   | 14.06 |
| —         | Herwig Röttl (AUT)        | DNS   |

| Placering | Heat 2              | Tid   |
| --------- | ------------------- | ----- |
| 1.        | Mark McKoy (CAN)    | 13,12 |
| 2.        | Colin Jackson (GBR) | 13.19 |
| 3.        | Tony Dees (USA)     | 13.31 |
| 4.        | Emilio Valle (CUB)  | 13.45 |
| 5.        | Li Tong (CHN)       | 13.62 |
| 6.        | Dan Philibert (FRA) | 13.77 |
| —         | Laurent Ottoz (ITA) | 13.77 |
| —         | Arthur Blake (USA)  | DQ    |

### Kvartsfinaler
| Placering | Heat 1                    | Tid   |
| --------- | ------------------------- | ----- |
| 1.        | Mark McKoy (CAN)          | 13,27 |
| 2.        | Florian Schwarthoff (GER) | 13.31 |
| 3.        | Emilio Valle (CUB)        | 13.42 |
| 4.        | Arthur Blake (USA)        | 13.50 |
| 5.        | Hugh Teape (GBR)          | 13.50 |
| 6.        | Laurent Ottoz (ITA)       | 13.76 |
| 7.        | Toshihiko Iwasaki (JPN)   | 13.88 |
| 8.        | Vadim Kuratj (EUN)        | 14.23 |

| Placering | Heat 2                  | Tid   |
| --------- | ----------------------- | ----- |
| 1.        | Jack Pierce (USA)       | 13,17 |
| 2.        | Colin Jackson (GBR)     | 13.57 |
| 3.        | Herwig Röttl (AUT)      | 13.68 |
| 4.        | Igors Kazanovs (LAT)    | 13.76 |
| 5.        | Carlos Sala (ESP)       | 13.80 |
| 6.        | Vladimir Sjisjkin (EUN) | 13.81 |
| 7.        | Antti Haapakoski (FIN)  | 14.00 |
| 8.        | Philippe Tourret (FRA)  | 14.09 |
| 9.        | Richard Bucknor (JAM)   | 14.22 |

| Placering | Heat 3                  | Tid   |
| --------- | ----------------------- | ----- |
| 1.        | Tony Dees (USA)         | 13,31 |
| 2.        | Tony Jarrett (GBR)      | 13.43 |
| 3.        | Sergej Usov (EUN)       | 13.61 |
| 4.        | Li Tong (CHN)           | 13.74 |
| 5.        | Dan Philibert (FRA)     | 13.74 |
| 6.        | Dietmar Koszewski (GER) | 13.78 |
| 7.        | Thomas Kearns (IRL)     | 13.87 |
| 8.        | Gheorghe Boroi (ROU)    | 14.07 |

### Icke-kvalificerade
| Placering | Heat                       | Tid   |
| --------- | -------------------------- | ----- |
| —         | Arto Bryggare (FIN)        | 13,92 |
| —         | Sébastien Thibaut (FRA)    | 13.94 |
| —         | Mircea Oaidă (ROU)         | 14.04 |
| —         | Joilto Santos Bonfim (BRA) | 14.06 |
| —         | Anthony Knight (JAM)       | 14.12 |
| —         | Igor Kováč (TCH)           | 14.12 |
| —         | Kheireldin Abeid (SYR)     | 14.23 |
| —         | Benjamin Grant (SLE)       | 14.27 |
| —         | Nurherman Majid (MAS)      | 14.34 |
| —         | Judex Lefou (MRI)          | 14.45 |
| —         | James Sharpe (AHO)         | 14.49 |
| —         | Zeiad Al-Kheder (KUW)      | 14.51 |
| —         | Albert Miller (FIJ)        | 14.88 |
| —         | Khalid Abdulla Abdan (BRN) | 15.41 |